# Potamotrygon tigrina
Potamotrygon tigrina  (лат.) — недавно описанный вид скатов рода речных хвостоколов одноимённого семейства из отряда хвостоколообразных скатов. Обитает в тропических водах верхнего бассейна Амазонки. Максимальная зарегистрированная ширина диска 80 см. Грудные плавники этих скатов образуют округлый диск, длина которого слегка превышает ширину. Спинные и хвостовой плавники отсутствуют. В средней части хвостового стебля расположен ядовитый шип. Представляет некоторый интерес для аквариумистов. Размножается путём яйцеживорождения.

## Таксономия
Впервые вид был научно описан в 2011 году. Наиболее близкородственным видом является речной хвостокол Шрёдера.  

## Ареал
Potamotrygon tigrina обитают в Южной Америке, в верхнем бассейне Амазонки на территории Перу. . 

## Описание
Широкие грудные плавники Potamotrygon tigrina срастаются с головой и образуют овальный диск. Спинные плавники и хвостовой плавник отсутствуют. Позади глаз расположены брызгальца. Брюшные плавники закруглены и почти полностью прикрыты диском. На вентральной стороне диска расположены ноздри и 5 пар жаберных щелей.  На дорсальной поверхности хвостового стебля имеется ядовитый шип. Каждые 6—12 месяцев он обламывается и на его месте вырастает новый. У основания шипа расположены железы, вырабатывающие яд, который распространяется по продольным канавкам. В обычном состоянии шип покоится в углублении из плоти, наполненном слизью и ядом. 
Окраска тела тёмного цвета с рисунком из ярких жёлтых переплетающихся линий. Максимальная зарегистрированная ширина диска 80 см.

## Биология
Вероятно, подобно прочим хвостоколообразным, Potamotrygon tigrina размножаются яйцеживорождением.

## Взаимодействие с человеком
Международный союз охраны природы еще не оценил статус сохранности данного вида. 